# Järeda landskommun
Järeda landskommun var en tidigare kommun i Kalmar län. 

## Administrativ historik
Landskommunen inrättades i Järeda socken i Aspelands härad i Småland när 1862 års kommunalförordningar trädde i kraft 1863. 
Den upphörde vid kommunreformen 1952, då den gick upp i Virserums landskommun som 1956 uppgick i Virserums köping. Området tillhör sedan 1971 Hultsfreds kommun.

## Politik

### Mandatfördelning i Järeda landskommun 1938-1946
| 1 | 8 | 6 | 2 | 3 |

| 20 |

| 9 | 5 | 2 | 4 |

| 20 |

| 1 | 8 | 5 | 3 | 3 |

| 20 |